# Université normale d'Anshan

L'université normale d'Anshan (chinois simplifié : 鞍山师范学院 ; chinois traditionnel : 鞍山師範學院 ; pinyin : Ānshān Shīfàn Xuéyuàn) est une université de la ville d'Anshan, de la province du Liaoning en Chine spécialisée dans la formation des enseignants et des professeurs. Elle dépend du gouvernement provincial du Liaoning.

## Historique
L'université a été fondée en 1958, mais l'ensemble de ses activités a été suspendu en 1962 lors de la révolution culturelle. Ce n'est qu'en 1978 que l'université a pu reprendre son enseignement et se développer.